# Свердловинна гірнича технологія
Свердловинна гірнича технологія (рос. скважинная горная технология, англ. borehole mining; нім. Bohrlochbergbau m) — наукова дисципліна про свердловинні способи розробки родовищ корисних копалин.

## Загальна характеристика
Вивчає питання видобутку рідких, напіврідких, газоподібних, а також твердих корисних копалин шляхом переводу їх у текучий стан. Базується на досягненнях фізики, хімії, математики, геології, термодинаміки пластів, трубної гідравліки, підземної гідрогазодинаміки та ін. Тісно пов'язана з технологіями буріння свердловин, первинної переробки корисних копалин. Вперше була застосована у ХІІ ст.
Використовується при видобутку нафти й газу (методи видобутку нафти під дією природних сил, що діють всередині пласта, з допомогою глибинних насосів, ерліфтів, розробка родовищ законтурним та внутрішньоконтурним заводненням, технологія внутрішньопластового горіння); підземній газифікації вугілля, вилуговуванні міді, розчиненні мінеральних солей, виплавці сірки; гідровидобутку руд; у морській гірничій технології.

## Історія свердловинних гірничих технологій
Див. також Історія свердловинних гірничих технологій
Видобуток корисних копалин свердловинним методом має надзвичайно давню історію.
Передчасся цього методу включає створення людиною колодязів — аналогів свердловин, які датуються епохою неоліту і розповсюджені на всій ойкумені. Спершу це були неглибокі ями з берестяними контейнерами для збору води. Найстаршою з відомих у Європі є свердловина-колодязь глибиною 7-8 метрів, знайдена на Кіпрі. Епохою неоліту відзначені колодязі-свердловини в Ізраїлі, зокрема часті посилання на рукотворні колодязі-свердловини у Біблії (цікаво, що ці колодязі називалися іменами їх будівель-ників). Австралійські аборигени в суворих умовах австралійської пустелі викопували в піску колодязь до рівня чистої води і накривали джерело від за-бруднень. В Індії колодязі використовували не тільки як джерело води, але і для охолодження. Давні свердловини глибиною 10 метрів знайдені й у Єгип-ті, на обширах двох Америк (особливо в межах земель розвинених культур інків, майя, ацтеків та ін.). Спершу оснастка колодязів була з дерева, згодом стало застосовуватися армування з плетіння, кераміки, цегляна кладка.
Вважається, що власне свердловинна технологія видобутку корисних копалин зароджується у ІІІ-VI ст. до Р. Х. на території Китаю (в деяких дже-релах також згадується Японія і М'янма). Примітно, що технологічні особли-вості китайського буріння базувалися не на вже відомому на той час свердлінні, а на ефекті руйнування породи за рахунок удару.